# Samantha Paxinos
Samantha Paxinos (sinh ngày 25 tháng 2 năm 1988) là một vận động viên bơi lội Botswana, chuyên về các sự kiện tự do chạy nước rút. Cô trở thành một trong những người bơi Botswana đầu tiên, cùng với John Kamyuka, thi đấu tại Thế vận hội Mùa hè 2008, và là người phụ nữ đầu tiên mang cờ quốc gia trong lễ khai mạc. Tại các trò chơi, cô đã bơi trong vòng ba nóng bỏng, nhưng đã tụt lại phía sau Olivia Aya Nakitanda của Uganda hơn nửa giây, không thể tiến vào bán kết.

## Lý lịch
Paxinos được dạy kèm môn bơi dưới Darrell Morton từ năm 9 tuổi, theo học trường Bơi lội của mình. Vào thời điểm đó, bơi lội trong nước chưa phát triển. Vào cuối những năm 1990, Morton đã gặp Hội đồng Thể thao Quốc gia Botswana để thành lập Liên đoàn bơi lội tại Botswana. Hiệp hội thể thao bơi Botswana được thành lập và Trường dạy bơi Darrell Morton được thành lập vào năm 1999. Trường đã phát triển lên đến hơn 900 người bơi. Cô được huấn luyện bởi Allison La Grange.
Paxinos đã tham dự Đại hội Thể thao toàn châu Phi năm 2007 tại Algeria và tham dự giải vô địch Sub-Sahara ở Malawi và Giải vô địch thế giới ở Manchester năm 2008 

## Thế vận hội Mùa hè 2008
Paxinos nhận được lời mời toàn cầu từ FINA để thi đấu với tư cách là một nữ vận động viên bơi lội đơn độc cho đội Botswana ở nội dung 50 m tự do tại Thế vận hội Mùa hè 2008 ở Bắc Kinh. Cô chỉ là một trong hai nữ vận động viên Botswana để thi đấu tại các trò chơi, người còn lại là người vượt rào Amantle Montsho. Vào thời điểm Bộ trưởng Thanh niên, Thể thao và Văn hóa, Gladys Kokorwe, bày tỏ lo ngại về việc thiếu sự tham gia của phụ nữ từ đất nước. Paxinos được trích dẫn khi nói: "Đã có lúc tôi nghĩ rằng tôi sẽ không đến Thế vận hội, nhưng tôi đã rất phấn khích khi được phục hồi đội. Nhưng ngay bây giờ, tôi lo lắng vì không dễ để thi đấu tại Thế vận hội. Nhưng đồng thời, tôi rất vinh dự được ra khỏi đó để đại diện cho đất nước của tôi. "  Bơi như một người nhanh nhất trong ba nhiệt, Paxinos thiêu mình lên đỉnh của lĩnh vực, nhưng tụt lại phía sau người chiến thắng Olivia Aya Nakitanda của Uganda hơn nửa giây với vị trí thứ hai vào 29.91. Paxinos đã thất bại trong trận bán kết, khi cô xếp thứ bảy mươi trong tổng số chín mươi hai người bơi trong các màn dạo đầu.